# Hadena costirufa
Hadena costirufa là một loài bướm đêm trong họ Noctuidae.